# Cryptopora curiosa
Cryptopora curiosa är en armfotingsart som beskrevs av Cooper 1973. Cryptopora curiosa ingår i släktet Cryptopora och familjen Cryptoporidae. Inga underarter finns listade i Catalogue of Life.